# تپه قلای آزاد خان کورته ویچ
تپه قلای آزاد خان کورته ویچ مربوط به دوران پیش از تاریخ ایران باستان تا دوران‌های تاریخی پس از اسلام است و در شهرستان صحنه، بخش دینور، روستای کورته ویچ واقع شده و این اثر در تاریخ ۳۰ تیر ۱۳۸۴ با شمارهٔ ثبت ۱۲۲۰۲ به‌عنوان یکی از آثار ملی ایران به ثبت رسیده است.